# Marie Randall
Marie Louise Mansell Randall MBE (1861–1965) foi uma política britânica em Guernsey. Em 1924 foi eleita para os Estados de Guernsey, tornando-se na sua primeira mulher membro.

## Biografia
Randall nasceu em 1861, a segunda filha de Robert Randall, proprietário da Randalls Brewery. Durante a Primeira Guerra Mundial ela ofereceu-se como enfermeira, inicialmente servindo no Destacamento de Ajuda Voluntária em Rouen, antes de se mudar para o First London General Hospital em Camberwell.
Randall concorreu nas eleições de 1924 e foi eleita para os Estados, tornando-se no seu primeiro membro feminino. Ela permaneceu deputada até 1955. Enquanto um membro dos Estados, ela serviu no Conselho de Educação.
Ela faleceu em 1965.